# Entrikin Glacier
Entrikin Glacier är en glaciär i Antarktis. Den ligger i Östantarktis. Nya Zeeland och Australien gör anspråk på området. Entrikin Glacier ligger 293 meter över havet.
Terrängen runt Entrikin Glacier är huvudsakligen kuperad, men den allra närmaste omgivningen är platt. Trakten är obefolkad. Det finns inga samhällen i närheten.